# Léonce Aslangul
Léonce Jacques Aslangul, né le 27 octobre 1898 à Paris et mort le 19 novembre 1939 dans la même ville, est un joueur de tennis franco-arménien des années 1920 et 1930.

## Biographie
Fils d'un négociant d'origine arménienne, Léonce Aslangul a étudié au Lycée Saint-Louis puis à Louis-le-Grand. Il s'est marié en 1921 à Nina Lucas, fille d'Antony J. Lucas (en), Consul de Grèce en Australie entre 1921 et 1925. Ils ont eu deux enfants nés à Paris : Antony en 1923 et June en 1926. Demeurant 4 rue Thiers dans le 16e arrondissement, il était administrateur de sociétés.
Il fait partie à l'après-guerre des principaux espoirs du tennis français. Son jeu est alors basé sur la régularité, un bon coup droit et un excellent déplacement. Habitué des tournois parisiens tels que le tournoi de Pâques, la Coupe de Noël et le tournoi du TCP dont il est membre, il s'est aussi distingué sur la scène internationale en atteignant les huitièmes de finale des Internationaux de France de tennis en 1925, 1926 et 1930, ainsi que des Championnats d'Australie en 1927 (où il est demi-finaliste en double aux côtés de Richard Schlesinger). À Wimbledon en 1926, il atteint les quarts de finale en double avec Jean Borotra s'inclinant contre Jacques Brugnon et Henri Cochet.
En 1935, il comparaît devant le tribunal correctionnel de Paris pour coups et blessures sur un industriel. En 1937, il est grièvement blessé avec sa femme et sa fille à la suite d'un accident de voiture sur la RN 19 près de Provins.
Il meurt peu de temps après le déclenchement de la Seconde Guerre mondiale. Sa femme et ses enfants ont fui Paris occupé en 1940 pour se réfugier en Australie.

## Palmarès

### Titres
- 1926 : Lille, bat Adrien Aron (6-1, 6-2, 7-5)
- 1926 : Étretat, bat Georges Jung (6-3, 6-3, 6-4)
- 1931 : Nice, bat Charles Aeschliman (0-6, 2-6, 6-3, 6-3, 6-2)

### Finales
- 1920 : Nice, battu par Gordon Lowe (6-3, 6-1, 6-0)
- 1924 : Cannes, battu par Henry Mayes (6-2, 6-2, 4-6, 6-3)
- 1924 : Monte-Carlo, battu par Francis Leighton-Crawford (6-4, 3-6, 6-2)
- 1927 : Budapest, battu par Béla von Kehrling (2-6, 6-4, 6-4, 6-4)[6].

## Parcours dans les tournois duGrand Chelem

### En simple
| Année | Open d'Australie | Open d'Australie | Internationaux de France | Internationaux de France | Wimbledon       | Wimbledon     | US Open | US Open |
| ----- | ---------------- | ---------------- | ------------------------ | ------------------------ | --------------- | ------------- | ------- | ------- |
| 1925  | —                | —                | 1/8 de finale            | J. Borotra               | —               | —             | —       | —       |
| 1926  | —                | —                | 1/8 de finale            | H. Kinsey                | 2e tour (1/32)  | P. Davson     | —       | —       |
| 1927  | 1/8 de finale    | G. Patterson     | —                        | —                        | —               | —             | —       | —       |
| 1929  | —                | —                | 2e tour (1/32)           | W. Coen                  | —               | —             | —       | —       |
| 1930  | —                | —                | 1/8 de finale            | H. Cochet                | —               | —             | —       | —       |
| 1931  | —                | —                | 2e tour (1/32)           | O. de Minerbi            | —               | —             | —       | —       |
| 1932  | —                | —                | 2e tour (1/32)           | G. De Stefani            | —               | —             | —       | —       |
| 1933  | —                | —                | 2e tour (1/32)           | J. Brugnon               | —               | —             | —       | —       |
| 1935  | —                | —                | —                        | —                        | 1er tour (1/64) | H. Billington | —       | —       |

N.B. : à droite du résultat se trouve le nom de l'ultime adversaire.